# Fennec (série télévisée d'animation)
 (décembre 2015).
Si vous disposez d'ouvrages ou d'articles de référence ou si vous connaissez des sites web de qualité traitant du thème abordé ici, merci de compléter l'article en donnant les références utiles à sa vérifiabilité et en les liant à la section « Notes et références ».
Pour les articles homonymes, voir Fennec.
Fennec est une série télévisée d'animation française en 26 épisodes de 12 minutes créée par Raymond Lebrun et Philippe Vidal, produite par Ellipsanime et diffusée au Québec à partir du 6 septembre 1997 à la Télévision de Radio-Canada, et à partir du 13 octobre 1997 sur France 3 dans Le Réveil des Babalous et rediffusée sur Debout/Midi Les Zouzous (France 5), IDF1 et Playhouse Disney.

## Fiche technique
- Titre original: Fennec
- Réalisation: Raymond Lebrun, Philippe Vidal
- Sociétés de production: Cactus Animation, Ellipse Animation, France 3
- Pays:  France
- Langue: français
- Nombre d'épisodes: 26 (1 saison)
- Durée: 12 minutes
- Date de première diffusion: 13 octobre 1997

## Distribution
- Vincent Ropion: Fennec (saison 1)
- Pierre Tessier: Fennec (saison 2)
- Christophe Lemoine: Achille (saison 1)
- Charles Pestel: Achille (saison 2) / Damien
- Vincent Grass: Basil (saison 1)
- Michel Tugot-Doris: Basil (saison 2)
- Hervé Caradec: George / Bernie
- Laurence Crouzet: Chris
- Laurence Dourlens: Souris Sucrée
- William Coryn: Jack (saison 1)
- Eric Missoffe: Jack et Barnabé (Saison 2)
- Hubert Drac: Gustave
- Véronique Soufflet: Olivia
- Jean-Jacques Nervest: Léo Biscotto

 Source et légende : version française (VF) sur RS Doublage et Planète Jeunesse

## Épisodes
1. Flons-flons à Croquiville / Gare à Gary
2. Fennec perd la partie / Le grand labyrinthe
3. Le grand Basilouni / Lola-Lola
4. On se gratte à Croquiville / La chance tourne
5. Le grand manitou / Drôle d'odeur à Croquiville
6. Fennec est amoureux / Attention, peinture fraîche !
7. Fennec contre l'invisible / Les faux monnayeurs
8. Gary et compagnie / Votez Basil Brutal !
9. Atchoum, atchoum et atchoum ! / Frissons à Croquiville
10. Chkoyoff / Le vol du Lola-Lisa
11. La course aux miettes / Super-Jacky
12. On a volé Fennec / Où est passé Friss ?
13. Fenêtre sur pâtisserie / On tourne à Croquiville
14. Diva le devine / Le vol du siècle
15. Agathe / Édition spéciale
16. Chocolat / Les neuf vies de Gary
17. À suivre / Gary et les martiens
18. La cousine de Chris / Le trésor du square
19. La super tirelire / Petite musique de nuit
20. Le costume de Fenlock Holmes / En piste !
21. Le grand bain moussant / Une factrice en or
22. La loi du silence / Le mystérieux oiseau de nuit
23. Léo Biscotto / Nina
24. Le Noël de Gary / L'affaire Georges Gros Dos
25. Tante Ratussa / 0014
26. Quatre enquêtes sur les bras / Au nom de la loi